# Île Sainte-Marie
Île Sainte-Marie, ook wel bekend als Nosy Boraha, is een eiland, district en gemeente voor de oostkust van Madagaskar. Het eiland is zo'n kleine 50 kilometer lang en op het breedste punt ongeveer 7 kilometer breed. Administratief behoort het tot de regio Analanjirofo. Het vormt in zijn geheel één gemeente en had in 2011 25.154 inwoners. De belangrijkste stad van het eiland is Ambodifotatra.
In het zuiden scheidt een 400 meter brede zeestraat het eiland van het kleinere Île aux Nattes.

## Flora en fauna
De zeestraat tussen Île Sainte-Marie en Madagaskar is een hotspot voor het bezichtigen van bultruggen.
Rondom het eiland zijn koraalriffen te vinden.

## Geschiedenis
Het eiland werd begin september 1619 aangedaan door de Nieuw Hoorn onder schipper Bontekoe.
De boekanier Adam Baldridge stichtte in 1691 een handelsvesting op Île Sainte-Marie en voerde handel met piraten. Tot de 18e eeuw was het eiland een uitvalsbasis voor piraten. Mogelijk zou in de buurt van Ambodifotatra een piratenrepubliek, Libertalia genaamd, hebben bestaan maar het is zeer de vraag of deze echt heeft bestaan. In deze periode hebben o.a. Olivier Levasseur, William Kidd, Henry Every en Thomas Tew op Île Sainte-Marie geleefd. Het gebied viel in de handen van Ratsimilaho, die in 1750 zijn dochter Bety koningin van het eiland maakte.
Na 1820 werd vanuit Mauritius hier de eerste kruidnagel van Madagaskar aangeplant. Tegenwoordig is Madagaskar na Indonesië de grootste kruidnagelproducent ter wereld.
- Bibliothèque nationale de France: cb11964402v (data)
- Library of Congress Control Number: sh89005837
- Nationale Bibliotheek van Israël: 987007534405105171
- Système universitaire de documentation: 027646793
- Virtual International Authority File: 234788484
- WorldCat: E39PBJpJjcpD9mTBCrt48M4Qbd